# Josh Myers
Joshua David Myers (* 16. Juli 1998 in Dayton, Ohio) ist ein US-amerikanischer American-Football-Spieler auf der Position des Centers. Seit 2025 steht bei den New York Jets in der National Football League (NFL) unter Vertrag. Zuvor spielte Myers vier Jahre lang für die Green Bay Packers.

## Frühe Jahre
Myers ging in Miamisburg, Ohio, auf die Highschool. Später besuchte er die Ohio State University. Für das Collegefootballteam spielte er bereits ab der zweiten Saison als startender Center.

## NFL
Myers wurde im NFL-Draft 2021 in der zweiten Runde an 62. Stelle von den Green Bay Packers ausgewählt. Bereits in seiner Rookiesaison wurde er bei den Packers zum startenden Center ernannt, nachdem Corey Linsley, der eigentliche startende Center, zu den Los Angeles Chargers gewechselt war. Am sechsten Spieltag seiner ersten Saison verletzte er sich jedoch und wurde auf die Injured Reserve List gesetzt. Am 8. Januar 2022 wurde er wieder aktiviert.